# Мокрец (болезнь)
Мокрец или подсед — устаревшее название воспалительного кожного заболевания (дерматита) у лошадей и других животных, проявляющего себя на боковой или задней (сгибательной) поверхности конечностей. Причиной возникновения мокреца может стать действие каких-либо едких веществ или кожных паразитов, гноеродная микрофлора, загрязнение кожи вкупе с её механическим раздражением или повреждением. Мокрец может также возникнуть под влиянием некоторых инфекционных заболеваний общего характера, проблемах с обменом веществ, кормовых отравлениях и др., как правило он даёт о себе знать, когда животное содержится в условиях плохого ухода на грязной сырой подстилке, либо когда его нижние части ног недостаточно чистятся. У лошадей выделяют экзематозную, бородавчатую, гангренозную и другие формы заболевания мокрецом.